# 만력기축 사마방목
만력기축 사마방목(萬曆己丑 司馬榜目)은 대한민국 경기도 성남시시 분당구에 있는 조선시대의 필사본 책이다. 2011년 3월 8일 경기도의 유형문화재 제249호로 지정되었다.

## 개요
이 방목은 필사본이지만 조선 전기의 학인 1백여 명에 대한 전기 자료를 수록하고 있어서 조선전기 인물의 전기자료 연구와 과거제 연구의 자료로서 가치가 인정된다.

## 참고 자료
- 만력기축 사마방목 - 국가유산청 국가유산포털